# Läckeby
Läckeby är en tätort i Åby socken, cirka 17 km norr om Kalmar i Kalmar kommun i Kalmar län.

## Historia
Läckeby bestod ursprungligen av kyrkbyn Åby och flera småbyar med anor från 1400-talet alla belägna i Åby socken. När befolkningen ökade på 1700-talet blev byarna för små och människor var tvungna att hitta nya boplatser i utmarkerna längs vägarna från Åby kyrka mot Lilla Vångerslät, Slät och Åby by, så kallad malmbebyggelse. När Kalmar–Berga Järnväg anlades 1897 fick stationen sitt namn efter Läckeby gods.; den öppnades den  4 december detta år. Stationssamhället växte upp med villor och verksamheter om båda sidor järnvägen. Nästa utbyggnadsfas var under 1930- och 1940-talen. Järnvägsstationen stängdes den 1 januari 1968.

### Befolkningsutveckling
| Befolkningsutvecklingen i Läckeby 1960–2020 | Befolkningsutvecklingen i Läckeby 1960–2020 | Befolkningsutvecklingen i Läckeby 1960–2020 | Befolkningsutvecklingen i Läckeby 1960–2020 | Befolkningsutvecklingen i Läckeby 1960–2020 |
| ------------------------------------------- | ------------------------------------------- | ------------------------------------------- | ------------------------------------------- | ------------------------------------------- |
|                                             |                                             |                                             |                                             |                                             |
| År                                          |                                             |                                             | Folkmängd                                   | Areal (ha)                                  |
| 1960                                        | 1960                                        |                                             | 517                                         |                                             |
| 1965                                        | 1965                                        |                                             | 558                                         |                                             |
| 1970                                        | 1970                                        |                                             | 694                                         |                                             |
| 1975                                        | 1975                                        |                                             | 675                                         |                                             |
| 1980                                        | 1980                                        |                                             | 698                                         |                                             |
| 1990                                        | 1990                                        |                                             | 781                                         | 102                                         |
| 1995                                        | 1995                                        |                                             | 862                                         | 102                                         |
| 2000                                        | 2000                                        |                                             | 911                                         | 102                                         |
| 2005                                        | 2005                                        |                                             | 862                                         | 102                                         |
| 2010                                        | 2010                                        |                                             | 847                                         | 102                                         |
| 2015                                        | 2015                                        |                                             | 878                                         | 120                                         |
| 2020                                        | 2020                                        |                                             | 955                                         | 123                                         |
|                                             |                                             |                                             |                                             |                                             |

## Samhället
Idag består Läckeby till största delen av småhus, men vid centrum, där även en pizzeria och livsmedelsbutik finns, är det även en del tvåvåningslägenheter. I Läckeby finns Åbyskolan som erbjuder förskola och årskurserna 1-6. 
Det finns också familjedaghem, fritidshem och föräldrakooperativ. Äringens servicecentral har ett antal servicelägenheter. Samhället erbjuder också fotbollsplan, motionsspår, bastu och bordtennishall. 
I västra delen av tätorten ligger kyrkbyn Åby med Åby kyrka.

## Föreningsliv

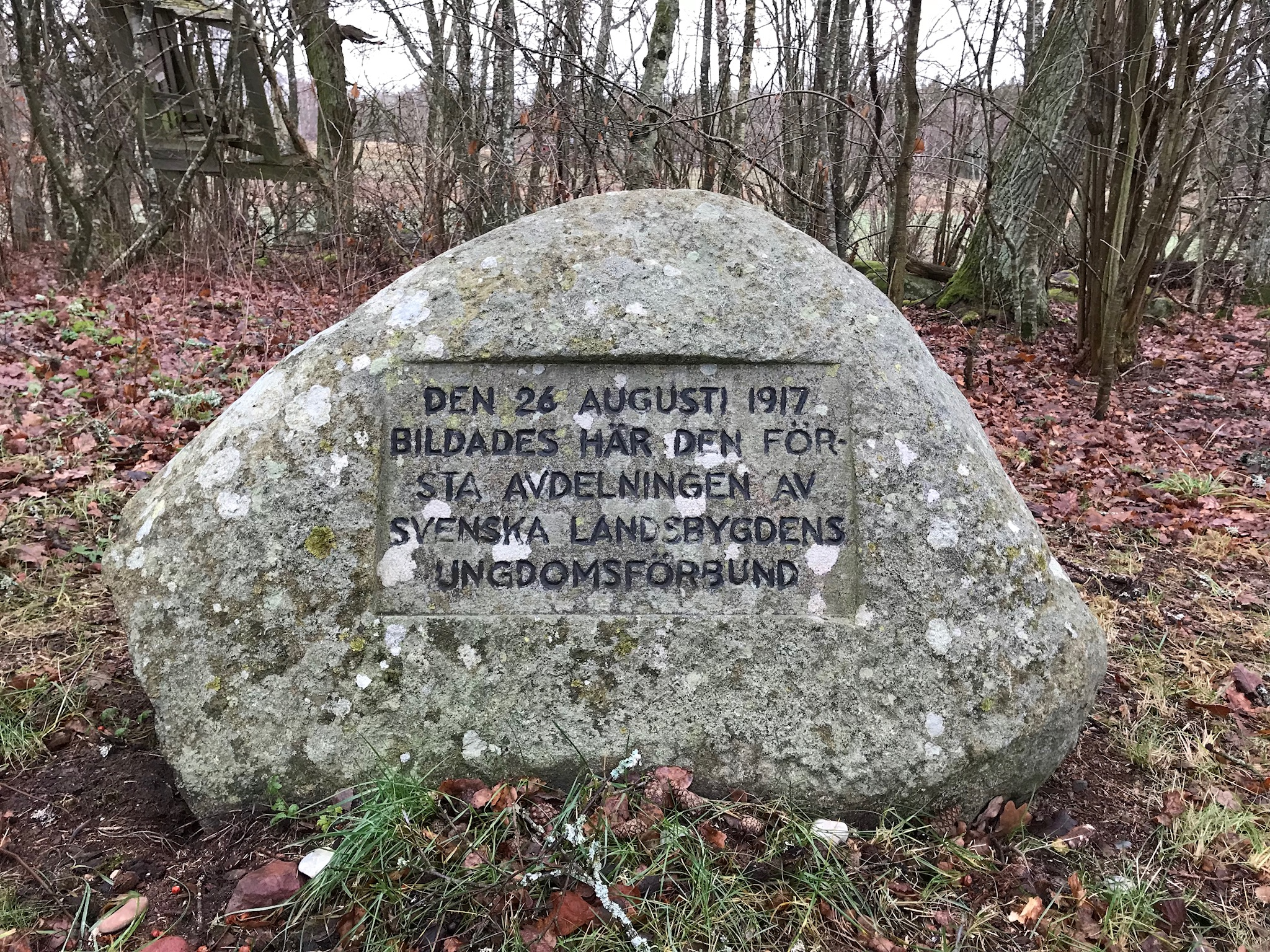
Minnessten över bildandet av Svenska Landsbygdens Ungdomsförbund på Skyttekullsvägen i Läckeby

Sammanlagt var 68,4 procent av flickorna och pojkarna i åldrarna 7-20 år 2010 aktiv i någon förening. Störst bland flickorna är Ridklubben Udden och störst bland pojkarna är Läckeby GoIF. Idrottsföreningen Läckeby GoIF bildades redan under 1930-talet och har idag flest aktiva medlemmar. Läckeby GoIF består av ett A-lag, ett B-lag och ungdomslag i alla åldrar, pojkar som flickor. I Läckeby bildades den 26 augusti 1917 den första lokalavdelningen av Svenska Landsbygdens Ungdomsförbund, sedermera Centerpartiets ungdomsförbund.